# Quận Logan, West Virginia
Quận Logan là một quận thuộc tiểu bang West Virginia, Hoa Kỳ. Theo điều tra dân số năm 2010 của Cục điều tra dân số Hoa Kỳ, quận có dân số 36.743 người 2. Quận lỵ đóng ở Logan.6

## Địa lý
Theo Cục điều tra dân số Hoa Kỳ, quận có tổng diện tích 1180 km2, trong đó có 5 km2 là diện tích mặt nước.

## Thông tin nhân khẩu
Theo điều tra dân số 2 năm 2000, quận đã có dân số 37.710 người, 14.880 hộ gia đình, và 10.936 gia đình sống trong quận hạt. Mật độ dân số là 83 người trên một dặm vuông (32/kmТВ). Có 16.807 đơn vị nhà ở mật độ trung bình là 37 trên một dặm vuông (14/kmТВ). Cơ cấu dân tộc của cư dân sinh sống ở quận này bao gồm 96,33% người da trắng, 2,59% da đen hay Mỹ gốc Phi, 0,12% người Mỹ bản xứ, 0,30% châu Á, Thái Bình Dương 0,02%, 0,06% từ các chủng tộc khác, và 0,59% từ hai hoặc nhiều chủng tộc. 0,54% dân số là người Hispanic hay Latino thuộc một chủng tộc nào.
Có 14.880 hộ, trong đó 30,50% có trẻ em dưới 18 tuổi sống chung với họ, 57,00% là đôi vợ chồng sống với nhau, 12,60% có nữ hộ và không có chồng, và 26,50% là không lập gia đình. 24,00% hộ gia đình đã được tạo ra từ các cá nhân và 11,40% có người sống một mình 65 tuổi hoặc cao tuổi hơn. Cỡ hộ trung bình là 2,50 và cỡ gia đình trung bình là 2,95.
Trong quận, dân số đã được trải ra với 22,10% dưới độ tuổi 18, 9,30% 18-24, 28,00% 25-44, 26,10% từ 45 đến 64, và 14,50% từ 65 tuổi trở lên đã được những người. Độ tuổi trung bình là 39 năm. Đối với mỗi 100 nữ có 94,20 nam giới. Đối với mỗi 100 nữ 18 tuổi trở lên, đã có 91,00 nam giới.
Thu nhập trung bình cho một hộ gia đình trong đã đạt mức USD 24.603, và thu nhập trung bình cho một gia đình là USD 29.072. Phái nam có thu nhập trung bình USD 31.515 so với 20.212 USD của phái nữ. Thu nhập bình quân đầu người là 14.102 USD. Có 20,80% gia đình và 24,10% dân số sống dưới mức nghèo khổ, bao gồm 34,60% những người dưới 18 tuổi và 14,40% của những người 65 tuổi hoặc hơn.